# Darington Hobson
Darington O'Neal Hobson (Las Vegas, 29 settembre 1987) è un cestista statunitense.

## Carriera
È stato selezionato dai Milwaukee Bucks al secondo giro del Draft NBA 2010 (37ª scelta assoluta).

## Palmarès
- NCAA AP All-America Third Team (2010)
- Campione NBDL (2015)